# No Limit (Usher)
No Limit è un singolo del cantante statunitense Usher, realizzato in collaborazione con il rapper Young Thug. Si tratta del primo estratto dall'album Hard II Love.

## Descrizione
Il testo del brano include riferimenti al classico Make 'Em Say Uhh di Master P. Il brano è stato scritto da Usher, R. City, Young Thug e Keith Thomas.

## Pubblicazione
Il singolo è stato pubblicato in anteprima attraverso la piattaforma Tidal, per poi approdare sugli altri servizi streaming e sugli store digitali soltanto il giorno successivo.

## Video musicale
Il video del brano è stato pubblicato l'8 agosto 2016 sul canale YouTube di Usher. La clip è stata diretta da Joey Toman e include cameo da parte degli artisti musicali Ty Dolla Sign, Boosie Badazz e Gucci Mane e dei ballerini Kida Burns e Ayo & Teo.

## Remix
Un remix ufficiale prodotto da WondaGurl è stato pubblicato su SoundCloud a partire dal 19 agosto 2016. Il remix include la partecipazione dei rapper Master P, Travis Scott, A$AP Ferg, 2 Chainz e Gucci Mane.

## Classifiche

### Classifiche settimanali
| Classifica (2016) | Posizione massima |
| ----------------- | ----------------- |
| Stati Uniti       | 32                |

### Classifiche annuali
| Classifica (2016) | Posizione massima |
| ----------------- | ----------------- |
| Stati Uniti       | 90                |